# Atrox
Atrox is een Noorse progressivemetalband.

## Geschiedenis
De band werd in 1988 opgericht onder de naam Suffocation, maar twee jaar later zochten ze een andere naam. Onder de nieuwe naam, Atrox, namen ze enkele singles op:
- Darkness
- Mind Shadow
- Dead Leaves
- The Granskogen recordings

Door deze demo's werd de samenstelling van de band gewijzigd. In 1996 tekenden ze hun eerste platencontract, bij Head Not Found.
Pas in 1997 brachten ze hun eerste album uit, Mesmerised. Vanaf toen ging de band meer de kant op van progressive metal in plaats van deathmetal. In 1998 tekende Atrox een platencontract bij het label Season of Mist.
In 2002 tekenden de leden opnieuw een platencontract, ditmaal bij het label Code666.
Opmerkelijk aan hun muziek is dat er ook stukjes opera, jazz, ambient, spacerock en zelfs elektronica in te herkennen zijn.

## Samenstelling
Atrox bestaat uit:
- Rune Folgerø - vocalist (sinds 2004)
- Eivind Fjoseide - gitarist (sinds 1990)
- Rune Sørgård - gitarist / computers extravaganza (sinds 2005)
- Erik Paulsen - bassist (sinds 2003)
- Tor-Arne Helgesen - drummer (sinds 1999)
- Per Spjøtvold - toetsenist (sinds 2004)

### Voormalige leden
- Monika Edvardsen - vocalist, toetsenist (1995-2004)
- Vocals, bass: Peter - vocalist, bassist (2002-2004)
- Tor-Helge Skei (Cernunnos) - gitarist (1988-1994)
- Gunder Audun Dragsten - gitarist (1988-1990)
- Rune Sørgård - gitarist, bassist, elektronica (1995-2002)
- Dagga - gitarist (1995-1999)
- Svenn - bassist (1988-1995)
- Tommy Sebastian Halseth - bassist (1995-2002)
- Kai Richard Nergaard (Knarr) - drummer (1988-1992)
- Tomas - drummer (1993-1993)
- Larry - drummer (1994-1999)
- Gersa - violist (1988-1997)

## Discografie
- 1997 - Mesmerised (Head Not Found)
- 2000 - Contentum (Season of Mist)
- 2002 - Terrestrials (Season of Mist)
- 2003 - Orgasm (Code666)
- 2008 - Binocular (Season of Mist)